# Transhuman Space
Transhuman Space – gra fabularna wydana przez Steve Jackson Games z cyklu Powered by GURPS. Należy do rodzaju hard SF; jest osadzona w roku 2100, kiedy ludzkość zaczęła kolonizację Układu Słonecznego, a na Ziemi najbardziej rozwinięte społeczeństwa wkraczają w erę transhumanizmu.

## Świat gry

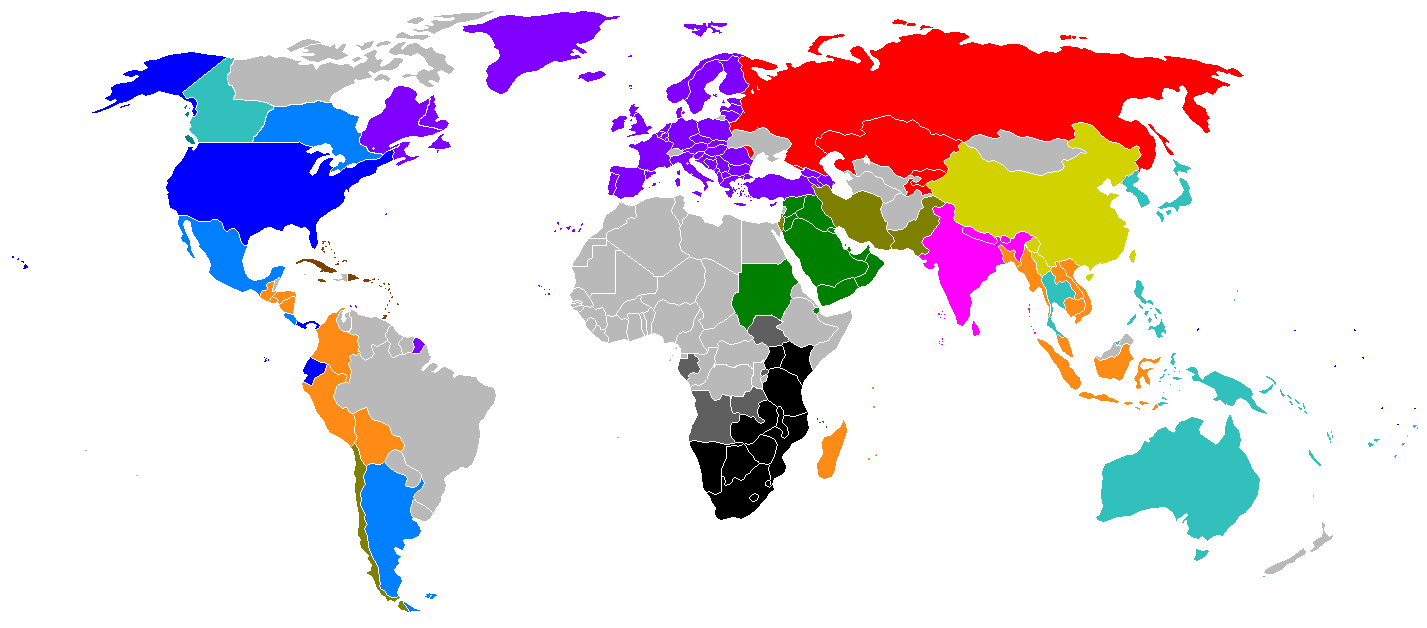
Mapa polityczna świata w Transhuman Space

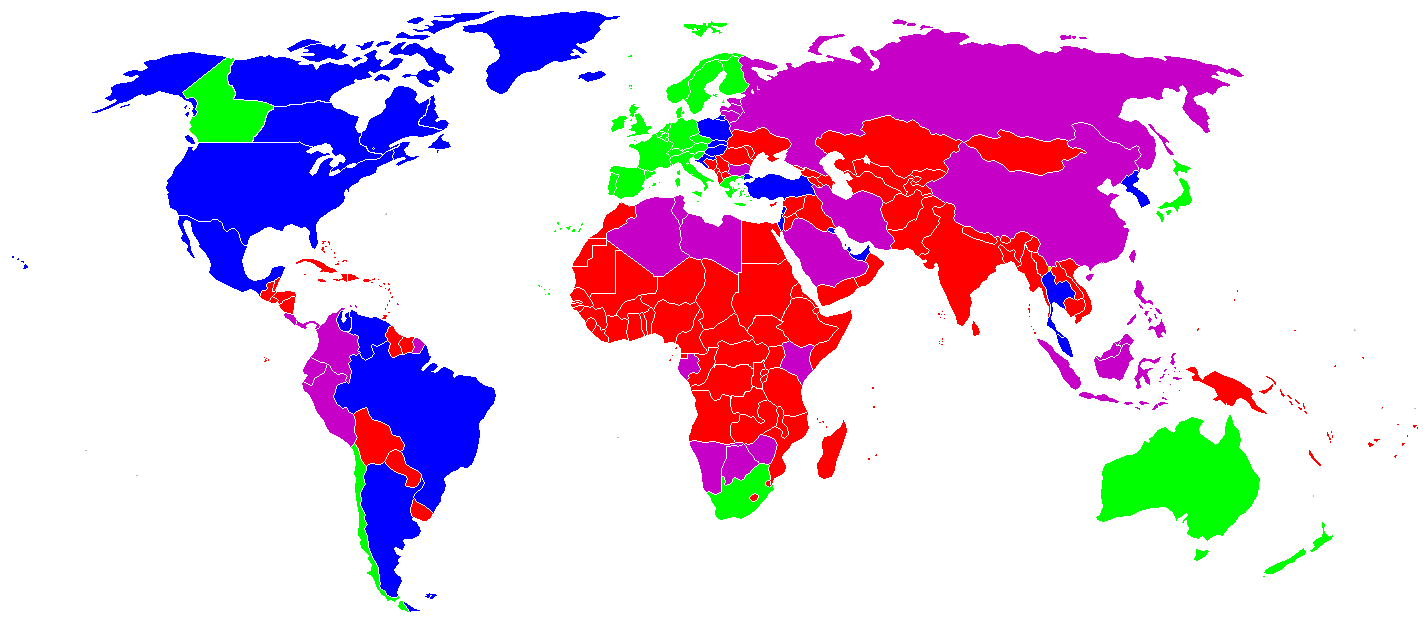
Mapa postępu technologicznego świata w Transhuman Space

Gra zakłada, że na Ziemi nie wydarzył się żaden kataklizm – czy to naturalny czy spowodowany ręką człowieka – a postęp technologiczny nie natrafił na żadną znaczącą barierę. W tym świecie przyszłości ciągły rozwój informatyki, inżynierii genetycznej, nanotechnologii i fizyki jądrowej poprawił warunki życia przeciętnego człowieka. Plagi XXI wieku jak nowotwór czy AIDS zostały opanowane, odtwarza się warstwę ozonową a ekosystemy Ziemi powoli odżywają. Dzięki nowoczesnej medycynie ludzie mają przed sobą biblijnej długości życie z perspektywą nieśmiertelności w postaci cyfrowego ducha (skopiowanej do komputera świadomości) po śmierci.

### Cuda techniki
Ludzie żyja w otoczeniu wszechobecnych, zminiaturyzowanych komputerów w każdym urządzeniu, aplikacji pomocniczych opartych na sztucznej inteligencji oraz samodzielnych robotów. Ich życie toczy się głównie w globalnej Sieci, w której pracują, uczą się, grają w futurystyczne gry online, doświadczają bezpośrednich przekazów zmysłowych (telewizja przyszłości), a nawet uprawiają zdalną turystykę sterując robotami w odległych zakątkach Układu Słonecznego. Dzięki upowszechnieniu się reaktorów działających w oparciu o fuzję termojądrową cywilizacja przyszłości ma dość energii by zasilić wszystkie te cuda, przywracać do świetności swoją planetę i wreszcie kolonizować inne ciała niebieskie.
Inżynieria genetyczna osiągnęła już taki poziom, że możliwe jest spłodzenie potomstwa z jednego rodzica, z rodziców homoseksualnych, grup partnerów itd., a następnie embriony mogą być modyfikowane. Najpowszechniejszy jest genefixing, czyli usuwanie defektów genetycznych. Z kolei ulepszenia genetyczne poprawiają wrodzone zdolności, np. modele Isztar są bardziej atrakcyjne, modele Metanoia – bardziej inteligentne itd. Najbardziej radykalne są pełne modyfikacje paraludzkie – na przykład paraludzie typu Nyx potrzebują tylko kilka godzin snu na tydzień, Aquamorfy mogą żyć pod wodą itd. Ostatnim typem inżynierii genetycznej, budzącym silne kontrowersje, jest tworzenie bioroidów – w pełni świadomych, wyspecjalizowanych ras niewolniczych stworzonych np. do walki, do życia na Marsie, w przestrzeni kosmicznej czy jako zabawki erotyczne.
A co jeśli takie nadludzkie ciało zostanie uszkodzone lub nawet umrze? Zawsze istnieje możliwość „skopiowania” się (a raczej swojego umysłu) do pamięci komputerowej. W postaci takiego „ducha” (rodzaju infomorfa, czyli istoty w pełni wirtualnej) można prowadzić całkiem normalne życie – do wyboru: w Sieci, w ciele androida, a nawet w biorobocie (wyhodowanym ciele o niewykształconych wyższych funkcjach umysłowych). Może też zasiedlić dowolną maszynę, która może być obsługiwana przez zwykłą świadomą sztuczną inteligencję – nawet pojazd kosmiczny. W tej postaci jest się normalną zawartością pamięci, można więc skopiować się w dowolnej ilości kopii (xoxing) – ale to jest jednym z poważniejszych przestępstw (podobnie jak porywanie xoxów dla okupu).
Przedstawione czasy to również era podboju Kosmosu. Najpierw ludzkość (a konkretnie Chiny a dopiero później USA i inni) skolonizowała Marsa w sposób podobny do przedstawionego w projekcie Mars Direct. Później zasiedlono punkty Lagrange’a, Księżyc, planetoidy (niektóre sprowadzono do punktów L4 i L5 i po wydrążeniu przekształcono w kolonie mieszkalne). Pod koniec XXI wieku założono nawet bazy na niektórych księżycach Saturna jako zaplecze dla operacji poławiania helu do reaktorów fuzyjnych.

### Problemy społeczne
Jednak świat Transhuman Space to nie utopia. Z powyższych osiągnięć technicznych wynikło wiele problemów. Po pierwsze, przepaść pokoleniowa stała się otchłanią w miarę jak wydłużał się przeciętny czas życia. Elity nie muszą już dłużej bać się śmierci, a młodzi nie mogą liczyć na zastąpienie elit. Choć kolonie pozaziemskie wydawały się rozwiązaniem problemu pracy dla rzesz bezrobotnych ludzi, są oni zastępowani przez lepiej przystosowanych bioroidów i maszyny sterowane sztuczną inteligencją. Zresztą sama idea Ludzkości nie jest już do końca jasna – o miano człowieczeństwa walczą cyberduchy, świadome SI, emancypujące się bioroidy, a nawet usprawnione zwierzęta.
No i oczywiście cuda ultranowoczesnej techniki nie są dostępne dla każdego – niektóre kraje wciąż borykają się z początkami cybernetyki, biotechnologii, a nawet komputeryzacji. Inne, zamienione w poletka doświadczalne dla nowych technologii, cierpią od nanoplag, niesprawdzonych leków oraz zapluskwionego oprogramowania i implantów cybernetycznych. W jeszcze innych nowoczesna technologia zarezerwowana jest dla elit rządzących i wykorzystywana do szpiegowania i kontroli obywateli. Z kolei za orbitą Marsa zaczyna się Dziki Zachód przestrzeni kosmicznej, raj dla wszelkiej maści piratów, przemytników, mafii produkujących nielegalne oprogramowanie, media, modyfikacje genetyczne, a nawet niewolników.

## Podręczniki i dodatki
- Transhuman Space – podręcznik główny (zawiera skrócone zasady mechaniki)
- Broken Dreams – obszary nędzy i zacofania
- Deep Beyond – Pas planetoid i dalej
- Fifth Wave – świat rozwinięty
- High Frontier – orbita Ziemi i Księżyc
- In the Well – (Merkury, Wenus i Mars)
- Personnel Files – bohaterowie niezależni
- Spacecraft of the Solar System – statki kosmiczne
- Toxic Memes – memy, idee i public relations w XXII wieku
- Under Pressure – życie w oceanach, na Ziemi i Tytanie
- Singapore Sling
- Polyhymnia
- Changing Times
- Orbital Decay
- Cities on the Edge